# Pirates of the Sea
Pirates of the Sea — латвийский музыкальный проект, созданный специально для конкурса песни Евровидение 2008. Коллектив состоит из трёх человек: итальянского певца Роберто Мелони (живущего в Латвии), телеведущей и танцовщицы Александры Курусовой и известного в Латвии радиоведущего Яниса Вайшли. Мелони уже имел опыт участия на Евровидении, как участник Bonaparti.lv в 2007. Участники коллектива, по задумке авторов проекта, должны были активно использовать имидж пиратов в своих выступлениях, за что группа и получила своё название.
Песня «Wolves of the Sea» была написана шведским композитором Йонасом Либергом специально для песенного конкурса. 2 февраля «пираты» выиграли первый полуфинал национального отборочного конкурса с результатом 12 010 голосов (наилучший результат в обоих полуфиналах).
1 марта 2008 «Pirates of the Sea» стали победителями нац-отбора с результатом 29 228 голосов, оставив позади своих главных конкурентов — певицу Аишу и Андриса Эрглиса.
22 мая «Pirates of the Sea» приняли участие во втором полуфинале Евровидения 2008, и набрали достаточное количество баллов, чтобы пройти в финал конкурса. Необычный имидж группы имел определённый успех у европейской публики — в финале участники группы получили 83 балла и финишировали двенадцатыми. Наибольшее число баллов латвийские конкурсанты получили от Ирландии (12) и Великобритании (10).
В 2008 году шотландская пауэр-трэш метал-группа Alestorm записала свой вариант конкурсной песни в рок-обработке. В том же году группа появилась в шоу Carràmba! Che sorpresa итальянской телеведущей Рафаэллы Карры.
В 2009 году группа выступила в интервал-акте латвийского национального отбора на Евровидение 2009 года, исполнив английскую кавер-версию песни «Moskau» группы «Dschinghis Khan». В том же году группа прекратила свое существование, так как из нее ушел Янис Вайшля в другую группу Mad Show Boys.

## Дискография

### Синглы
- Wolves of the Sea (2008)
- Happy Balalaika (2009)